# Colobra escurçonera
La colobra escurçonera, serp d'aigua, colobra d'aigua, escurçó d'aigua, colobra viperina o serp pudenta (Natrix maura) és una espècie de serp de la família colubridae. Viu en ambients aquàtics i pot arribar als 70 cm de llargària.

## Descripció

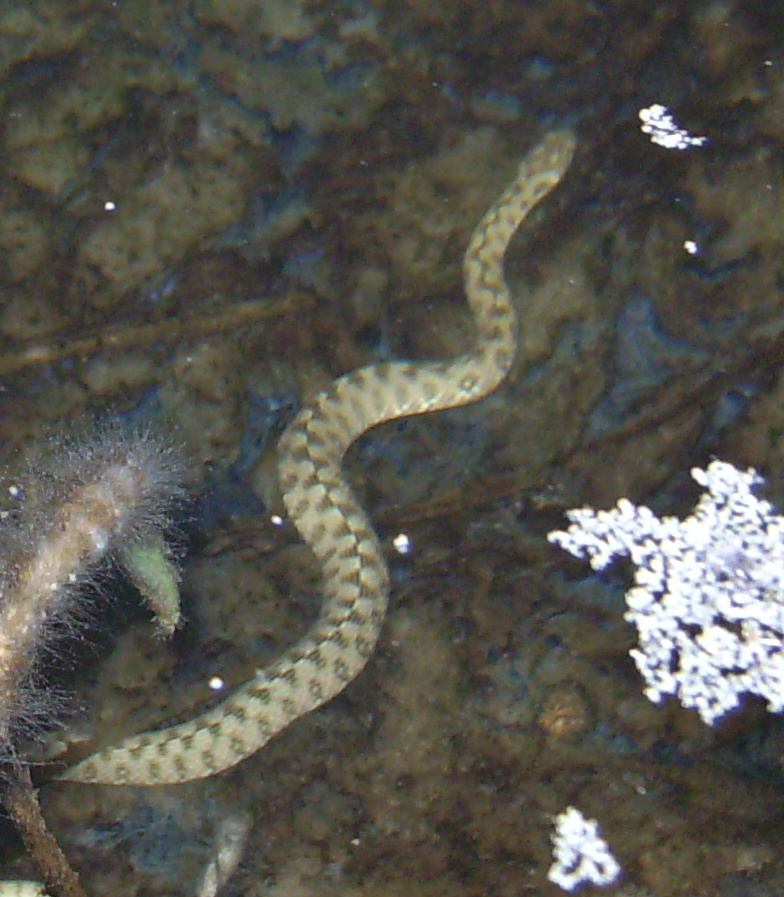
Exemplar jove de N. maura dins l'aigua, a la Serra de Castelltallat

- Té 21 fileres d'escates i dues escates postoculars.
- La coloració i el disseny varien molt. Del verd clar al vermell i d'una línia patent en ziga-zaga que recorre el dors fins a dues conspícues línies longitudinals blanques o àdhuc grogues.
- El ventre és negrós, groc o vermell.
- De vegades té ocel·les grocs als costats.

## Costums
És molt més aquàtica que la serp de collaret (Natrix natrix). A més, és una serp activa tant de dia com de nit.
El seu comportament defensiu és molt notable: quan se sent amenaçada aplana el cap, que adquireix una forma triangular, xiula i mostra el disseny dorsal, cosa que la fa semblant a un escurçó. Quan és capturada descarrega un líquid repugnatori de les seues glàndules anals (comportament també característic de Natrix natrix).

## Alimentació
Es basa sobretot en peixos i amfibis, i arriba a consumir sangoneres i cucs.

## Reproducció
La còpula té lloc a la primavera o a la tardor, i la posta consta de 4 a 20 ous que fan eclosió al cap de dos mesos.
Les femelles es poden reproduir a 4-5 anys i els mascles, que són més petits, ho fan a 3 anys.